# ResearchGate
ResearchGate è un social network gratuito dedicato a tutte le discipline scientifiche nel quale gli scienziati e i ricercatori possono condividere articoli, chiedere e rispondere a quesiti, e trovare collaboratori.

## Servizi forniti e registrazione
Mentre leggere gli articoli non necessita la registrazione, le persone che intendono registrarsi devono avere un indirizzo e-mail a un istituto riconosciuto o essere confermati manualmente come un ricercatore pubblicato. Ciascun utente registrato del sito ha un profilo e può caricare ricerche come articoli, dati, capitoli, risultati negativi, brevetti, proposte di ricerca, metodi, presentazione e codice sorgente di software.

## Controversie
Il sito è stato criticato per mandare email di spam a coautori di articoli presenti sul sito che erano scritte in modo tale da sembrare degli altri coautori degli articoli (una pratica che il sito afferma di aver smesso al novembre 2016) e per generare automaticamente profili per persone non registrate che si sono talvolta sentite mal rappresentate da essi. Secondo uno studio pare che oltre metà degli articoli caricati violi il copyright, siccome gli autori pubblicarono la versione dell'editore.
Il sito è stato criticato per la sua intensa attività di spamming nei confronti dei ricercatori, tramite invio di mail che presentano la forma "X.Y. ti ha invitato ad aderire a ResearchGate e rivendicare le tue pubblicazioni" (ovvero "X.Y. invited you to join ResearchGate and claim your publications"). Tali e-mail vengono fatte in automatico senza che la persona citata abbia mai aderito al network né autorizzato l'invio di email a suo nome, né, tanto meno, sia necessariamente iscritto a suddetto network. Tali email sono quindi considerate spam.